# Illerfissalik
L'Illerfissalik (danese: Burfjeld) è una montagna della Groenlandia di 1662 m. Si trova a 61°03′N 45°17′W; appartiene al comune di Kujalleq.